# Воронкоухи
Воронкоухи (лат. Natalus) — род млекопитающих из семейства воронкоухих (Natalidae) подотряда летучих мышей.

## Классификация
В род включают следующие виды:
- Воронкоух Жерве (Natalus lepidus) (Gervais, 1837)
Распространение: Куба, Багамские острова.
- Ямайский воронкоух (Natalus micropus) (Dobson, 1880)
Распространение: Ямайка, Куба, Гаити, Багамские острова, о. Провиденсия.
- Мексиканский воронкоух (Natalus stramineus) (Gray, 1838)
Распространение: неотропическая область — Мексика от штатов Сонора и Нуэво-Леон, полуостров Юкатан, Центральная Америка от Гондураса до Панамы, Южная Америка до Восточной Бразилии, Малые Антильские острова, Гаити, Ямайка.
- Багамский воронкоух (Natalus turmidifrons) (Miller, 1903)
Распространение: Багамские острова.
- Венесуэльский воронкоух (Natalus tumidirostris) (Miller, 1900)
Распространение: Венесуэла, Колумбия, о-ва Тринидад, Кюрасао, Бонайре.

## Общее описание
Это мелкие, хрупкие летучие мыши с длинными задними конечностями и хвостом. Длина тела 3-5,5 см, масса взрослых особей 3-10 г. Хвост полностью включен в межбедренную перепонку; его длина 5—6 см. Морда вытянутая, носового листка не имеет, нос плоский. Глаза маленькие. Уши большие, воронковидной формы, с коротким треугольным козелком; внутренние края ушей подходят к самым глазам. Поверхность ушей покрыта железистыми сосочками. Ноздри овальной формы, открываются рядом с краем губы. Нижняя губа несколько вывернута наружу, снабжена поперечным кожным выростом, отчего создаётся впечатление, что у воронкоухов две нижние губы. У взрослых самцов на лбу под кожей имеется специфичный орган из клеток, напоминающих строением сенсорные; его функция точно неизвестна. Летательные перепонки тонкие; крылья длинные и узкие. I палец передней конечности очень короткий и почти полностью включён в летательную перепонку. Волосяной покров длинный, густой и мягкий; окрас однотонный от серого и желтоватого до коричневого. Волоски двуцветные, с тёмными кончиками. Зубов — 38.

## Образ жизни
Образ жизни и размножение воронкоухов практически не изучены. Они обитатели тропических лесов, как сухих и листопадных (Natalus stramineus), так и дождевых. Мексиканский воронкоух встречается в горах до высоты 2 400 м, хотя этот род в целом предпочитает равнины. Днюют в сырых глубоких пещерах, шахтах, иногда собираясь по несколько сотен особей. Самцы и самки встречаются вместе только в сезон размножения. В зимнюю спячку не впадают; ямайский воронкоух проводит лето в эстивации (летней спячке). Охотятся ночью, наиболее активны через 2 часа после заката. Питаются мелкими насекомыми, которых обнаруживают при помощи эхолокационных сигналов частотой до 170 кГц. Полёт медленный, довольно вёрткий, похожий на полёт бабочки. Размножаются 1 раз в году, в сухой сезон — в декабре — марте; беременных самок наиболее изученного мексиканского воронкоуха находили с января по июль. Беременность длится 8—10 месяцев; новорожденный весит до 2 г — почти половину веса матери.